# Definiție circulară
Definiția circulară este un viciu de formă al definirii unui concept prin folosirea autoreferirii. Acest aspect face ca propoziția rezultată prin operatia de definire să nu fie o definiție validă.